# جنگل‌روی پلنگی
جنگل‌روی پلنگی (نام علمی: Ameiva pantherina)، گونه‌ای از سوسمارهای دم‌شلاقی و بومی ونزوئلا است.